# Distretto di Narlidere

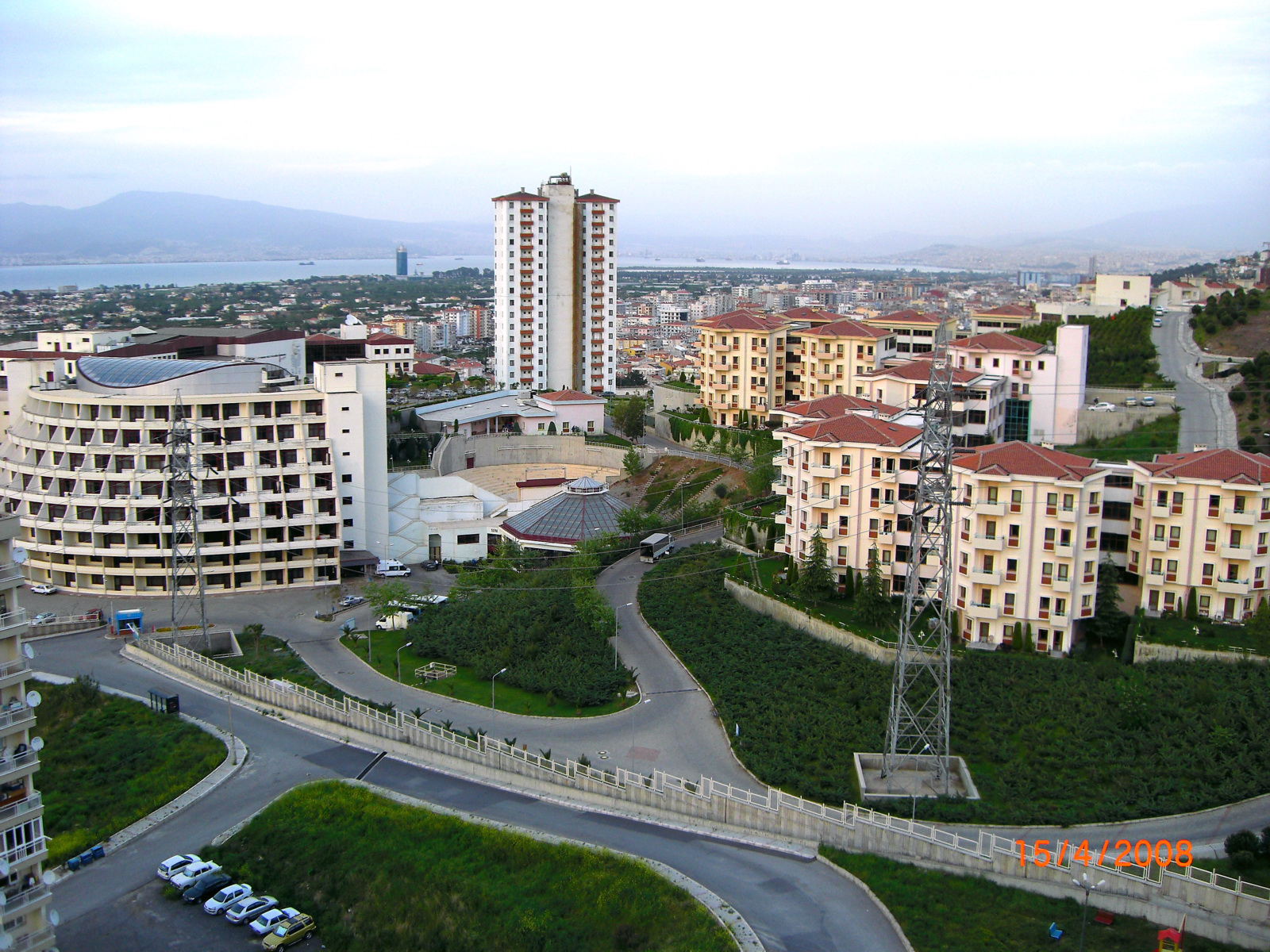
Narlıdere Nursing Home

Il distretto di Narlıdere (in turco Narlıdere ilçesi) è uno dei distretti della provincia di Smirne, in Turchia.